# Dave Ewing
Dave Ewing (ur. 10 maja 1929, zm. 15 lipca 1999) – szkocki piłkarz, który grał na pozycji obrońcy.
Występował w Manchesterze City w latach 1952–1961, rozgrywając 279 meczów, w których strzelił 1 gola. Z Manchesterem City wystąpił w finale rozgrywek Pucharu Anglii w 1955 oraz 1956, triumfując w nich jedynie w 1956. Po zakończeniu kariery piłkarskiej Ewing został trenerem piłkarskim. W latach 1970–1971, bez większych sukcesów szkoleniowych, trenował zespół Hibernian F.C.